# Lune de miel (film, 1959)
Pour plus de détails, voir Fiche technique et Distribution.
Lune de Miel (titre espagnol : Luna de miel ; titre anglais : Honeymoon) est un film hispano-britannique réalisé par Michael Powell, sorti en 1959.

## Synopsis
Anna, une ancienne danseuse, et son mari Kit, un éleveur de moutons australien, font du tourisme en Espagne. Ils rencontrent par hasard Antonio, célèbre danseur espagnol. Ce sera l'occasion de découvrir divers sites touristiques espagnols et d'assister à divers ballets, notamment « Les amants de Teruel » et « L'Amour sorcier. »

## Fiche technique
- Titre original : Luna de miel
- Titre français : Lune de miel
- Titre anglais : Honeymoon
- Réalisation : Michael Powell
- Scénario : Michael Powell, Luis Escobar
- Scénario du ballet "L'Amour sorcier" : Gregorio Martínez Sierra
- Direction artistique : Ivor Beddoes
- Décors du ballet "L'Amour sorcier" : Rafael Durancamps
- Costumes : Ivor Beddoes
- Photographie : Georges Périnal, Gerry Turpin, Claude Renoir
- Son : John Cox, Fernando Bernáldez, Janet Davidson
- Montage : Peter Taylor, John Victor Smith
- Musique originale : Mikis Theodorakis
  - Musique du ballet "L'Amour sorcier" : Manuel de Falla
  - Musique du ballet "Les amants de Teruel" : Mikis Theodorakis
- Chorégraphie : Antonio Ruiz Soler ("L'Amour sorcier"), Léonide Massine ("Les amants de Teruel")
- Production : Cesáreo González, Michael Powell
- Production associée : Sydney S. Streeter, Judith Coxhead, William J. Paton
- Société de production :  Suevia Film,  Everdene Films
- Pays d’origine :  Espagne,  Royaume-Uni
- Langue originale : anglais, espagnol
- Format : couleur (Technicolor) — 35 mm — 2,35:1 (Technirama) — son Mono
- Genre : Comédie dramatique
- Durée : 109 minutes (il existe une version restaurée de 105 minutes et une version de 90 minutes)
- Dates de sortie : 
  -  Espagne : 29 mars 1959
  -  France : 18 mars 1961
  -  Royaume-Uni : 8 février 1962

## Distribution
- Anthony Steel : Kit Kelly
- Ludmilla Tcherina : Anna
- Antonio Ruiz Soler : Antonio
- Léonide Massine
- Rosita Segovia
- Carmen Rojas
- María Gámez
- Diego Hurtado
- Juan Carmona
- José Nieto

## Bande originale
La trame sonore est composée par Mikis Theodorakis et est dirigée par le chef d'orchestre Sir Thomas Beecham

### Chansons
- Antonio's Zapateado – composée par Pablo de Sarasate avec des arrangements de Leonard Salzedo (en).
- The Honeymoon Song – composée par Mikis Theodorakis avec des paroles de William Sansom (en), interprétée par Marino Marini et son quartet.
- El Amor Brujo (ballet) – composée par Manuel de Falla, histoire par Gregorio Martínez Sierra, chorégraphie par Antonio (en)
- Los amantes de Teruel (ballet) – composée par Mikis Theodorakis[2],[3]

## Distinctions
Le film a été présenté en sélection officielle en compétition au Festival de Cannes 1959 où Michael Powell a remporté le Grand prix technique.